# راؤول سانتوس
راؤول سانتوس (بالألمانية: Raul Santos) مواليد 1 يونيو 1992، هو لاعب كرة يد نمساوي يلعب كجناح أيسر. يلعب حاليا مع نادي كيل لكرة اليد ويحمل الرقم 92. مثل منتخب النمسا لكرة اليد.

## سجل المنافسة
شارك في البطولات التالية:
- بطولة العالم لكرة اليد للرجال 2015
- بطولة أوروبا لكرة اليد للرجال 2014

## روابط خارجية
- راؤول سانتوس على موقع الاتحاد الأوروبي لكرة اليد (الإنجليزية)
- راؤول سانتوس على موقع الدوري الألماني لكرة اليد (الألمانية)
- راؤول سانتوس على موقع نادي كيل لكرة اليد (الألمانية)